# Boyd Banks
Pour les articles homonymes, voir Banks.
Boyd Banks est un acteur canadien né le 16 avril 1964 à Moose Jaw (Saskatchewan).

## Biographie
Il est né à Moose Jaw, en Saskatchewan, et a commencé à travailler dans l'industrie du spectacle à l'âge de 17 ans, lorsqu'il a remporté le concours du meilleur humoriste à Edmonton, en Alberta. Il s'est ensuite produit en tant qu'humoriste pendant quelques années à Vancouver, en Colombie-Britannique, avant de déménager à Toronto pour y jouer.
Banks est apparu dans des films tels que Bruiser (2001), Wild Iris (2001), Dawn of the Dead (2004), Phil the Alien (2004), Land of the Dead (2005), Cinderella Man (2005), Diary of the Dead (2007) et Pontypool (2009).
À la télévision, il a été invité dans Due South et Slings and Arrows, et a fait partie de la distribution de la série télévisée A&E, A Nero Wolfe Mystery. Il a eu des rôles récurrents dans The Red Green Show et Little Mosque on the Prairie.
En février 2019, Banks a fait l'objet de critiques à la suite d'un incident au cours duquel, lors d'un reportage télévisé en direct sur une réunion répondant au plan controversé de SiriusXM Canada de changer la marque de sa chaîne Canada Laughs, il a commencé à lécher l'oreille du journaliste de la CBC Chris Glover. Banks s'est excusé le lendemain, se qualifiant lui-même d'" idiot " pour son comportement.

## Filmographie

### Au cinéma
- 1995 : Black Sheep : Clyde Spinoza
- 1995 : Crash : Grip
- 1996 : Un Noël inoubliable
- 1997 : L'Espoir de Noël : Ethan
- 1997 : Relation criminelle : le marchand d'armes
- 1997 : The Wrong Guy : le gars de la station service
- 1998 : Sale boulot : Harry
- 1998 : Tremblement de terre à New York : l'homme-statue
- 1999 : Superstar de Bruce McCulloch : M. Météo
- 1999 : Un homme idéal : Roger
- 2000 : Un homme à femmes (The Ladies Man) de Reginald Hudlin : le manager de la station C&W
- 2000 : Bruiser : Jester
- 2000 : La Grande Triche : un juge
- 2000 : Possessed : Zealot
- 2001 : Jason X : Fat Lou
- 2001 : Prancer Returns : un professeur de Charlie
- 2001 : Wild Iris : un employé
- 2002 : American Psycho 2: All American Girl : l'officier Jim
- 2002 : Espion mais pas trop ! : un patient
- 2002 : Le Smoking : Vic
- 2002 : Les Hommes de main : un homme au bar
- 2002 : Mafia Love : l'aide soignant
- 2003 : Harold et Kumar chassent le burger (Harold and Kumar Go to White Castle) de  Danny Leiner : la victime blessée par balle
- 2003 : L'Armée des morts : Tucker
- 2003 : La Villa des souvenirs : Birdie
- 2004 : De l'ombre à la lumière : un journaliste
- 2004 : Phil the Alien : Slim
- 2004 : Ralph : un ouvrier
- 2005 : Le Territoire des morts : le zombie boucher
- 2005 : Réussir ou mourir : le garde solitaire de la prison
- 2006 : La Petite Mosquée dans la prairie : Joe Peterson
- 2006 : The Fountain : le moine dominicain
- 2006 : Une fiancée pas comme les autres : Russell
- 2007 : Love Gourou : l'aide soignant
- 2008 : Testees : Dr. Zimmerman

### À la télévision
- 1995 : Chair de poule (Goosebumps) : Mr. Johnson
- 2009 : Avant de dire oui !
- 2010 : Candidat à l'Amour (Fairfield Road) : Doug

## Récompenses et distinctions
- (en) Boyd Banks: Awards, sur l'Internet Movie Database